# Шишова Людмила Миколаївна
Людмила Миколаївна Шишова (рос. Людмила Николаевна Шишова, нар. 1 червня 1940, Нижній Новгород, РРФСР, СРСР — 21 лютого 2004, Нижній Новгород, Росія) — радянська фехтувальниця на рапірах, олімпійська чемпіонка (1960 рік), срібна (1964 рік) призерка  Олімпійських ігор. 

## Виступи на Олімпіадах
| Олімпіада  | Дисципліна      | Місце |
| ---------- | --------------- | ----- |
| Рим 1960   | командна рапіра | 1     |
| Токіо 1964 | командна рапіра | 2     |